# Mogliano Veneto
Mogliano Veneto is een gemeente in de Italiaanse provincie Treviso (regio Veneto) en telt 27.281 inwoners (31-12-2004). De oppervlakte bedraagt 46,1 km², de bevolkingsdichtheid is 592 inwoners per km². De gemeente grenst aan het beroemde Venetië.

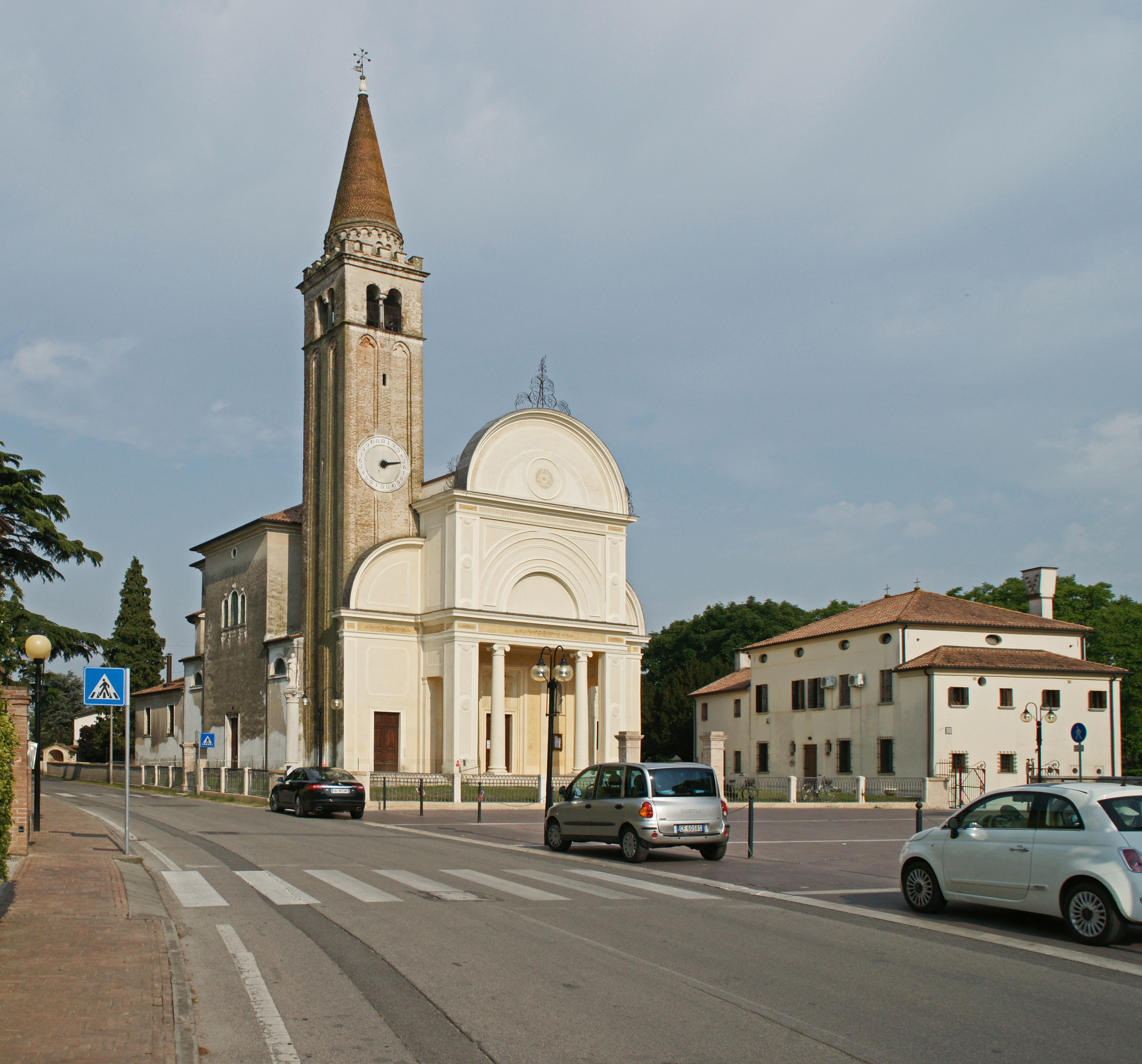
Kerk van Santa Elena in Mogliano Veneto
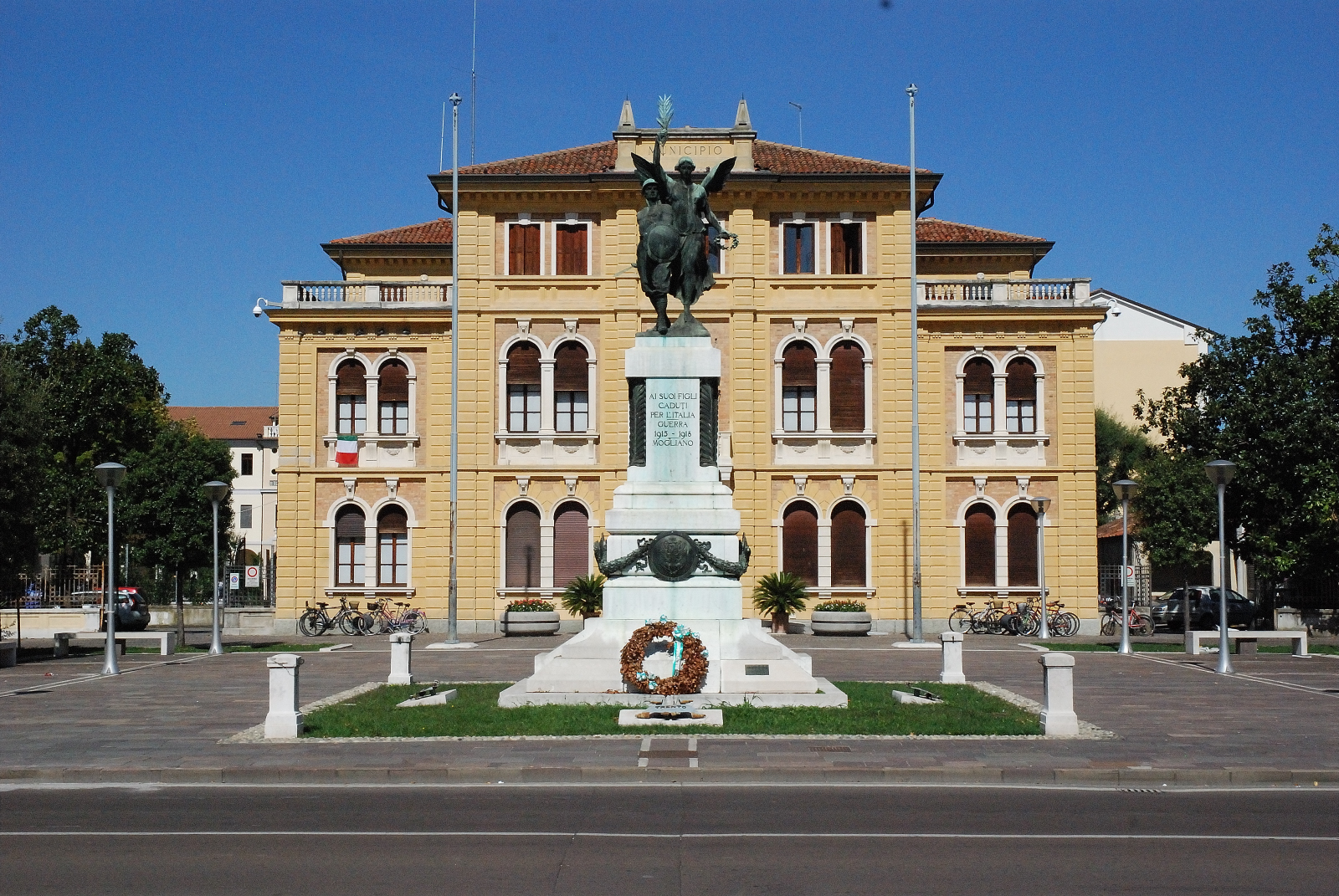
Gemeentehuis

## Demografie
Mogliano Veneto telt ongeveer 10668 huishoudens. Het aantal inwoners steeg in de periode 1991-2001 met 3,5% volgens cijfers uit de tienjaarlijkse volkstellingen van ISTAT.
| Jaar | Inwoneraantal |
| ---- | ------------- |
| 1991 | 25.420        |
| 2001 | 26.322        |

## Geografie
De gemeente ligt op ongeveer 8 m boven zeeniveau.
Mogliano Veneto grenst aan de volgende gemeenten: Casale sul Sile, Marcon (VE), Preganziol, Quarto d'Altino (VE), Scorzè (VE), Venetië (VE), Zero Branco.

## Geboren in Mogliano Veneto
- Giovanni Battista Piranesi (1720-1778), graficus